# Ergilio Hato
Ergilio Pedro Hato (7. november 1926 på Curaçao – 18. december 2003 sammesteds), også kendt som Pantera Negra, Vliegende Vogel og Elastic Man (hhv. Den Sorte Panter, Flyvende Fugl og Elastikmanden), var en legendarisk målmand fra Curaçao og karibisk fodbold i de tidligere Nederlandske Antiller.
Selvom han også var velkendt udover i Karibien, så nægtede han at blive professionel fodboldspiller. Hato spillede for den lokale fodboldklub CRKSV Jong Holland i Curaçao, og han deltog på Nederlandske Antillers fodboldlandshold ved sommer-OL 1952 i Helsinki i Finland.
Ergilio Hato Stadion i Willemstad, hovedstaden på Curaçao, er opkaldt efter ham.